# Il delitto della villa
Il delitto della villa (La tête d'un homme) è un film del 1933 diretto da Julien Duvivier.
La pellicola, con Harry Baur nel ruolo di Maigret, è tratta dal romanzo La testa di un uomo dello scrittore belga Georges Simenon.